# T-Mobile
T-Mobile — группа компаний, работающих в области мобильной связи, которые находятся в собственности немецкого телекоммуникационного холдинга Deutsche Telekom. Эти компании управляют GSM-сетями в Европе.
Буква «T» — это часть слова «Telekom». У многих подразделений Deutsche Telekom названия начинаются на «T-».
Также T-Mobile имеет свою долю собственности у некоторых восточноевропейских мобильных операторов. Число клиентов в США (третий по размерам оператора- сотовой связи в стране) превысило 70 миллионов.
В марте 2011 года холдинг Deutsche Telekom подписал соглашение совместно с компанией AT&T, согласно которому последняя приобретает T-Mobile USA за $39 млрд, но из-за сложностей с регулирующими органами компания AT&T отказалась от планов по завершению поглощения T-Mobile USA.
Когда существовал T-Mobile International AG, холдинговая компания базировалась в Бонне, Германия, а ее дочерние предприятия управляли сотовыми сетями на базе GSM, UMTS и LTE в Европе, США, Пуэрто-Рико и на Виргинских островах США. Компания имела финансовые доли в мобильных операторах в Центральной и Восточной Европе. В глобальном масштабе у дочерних компаний T-Mobile International было в общей сложности около 230 миллионов абонентов. Компания занимала тринадцатое место в мире по числу абонентов и четвертое место среди крупнейших транснациональных операторов мобильной связи после британской Vodafone, индийской Airtel и испанской Telefónica.

## T-Mobile в России
Компания «Мобильные ТелеСистемы» является региональным партнёром T-Mobile, предоставляя абонентам оператора роуминг в России. Таким образом все фирменные устройства T-Mobile получили возможность работать с сим-картами МТС.